# 外海蛇鰻
外海蛇鰻，為輻鰭魚綱鰻鱺目糯鰻亞目蛇鰻科的其中一種，分布於中西大西洋格瑞那達西南部海域，棲息深度293-366公尺，體長可達55公分，棲息在底層海域，屬肉食性，生活習性不明。